# لیف هاگن
لیف هاگن (انگلیسی: Leif Haugen; ۲۲ سپتامبر ۱۹۱۷ – ۲۶ فوریهٔ ۲۰۰۱) اسکی‌باز صحرانوردی اهل نروژ بود.
او در لیلهامر متولد شد و نماینده باشگاه لیلهامر بود.  او در بازی‌های المپیک زمستانی ۱۹۴۸ در اسکی کراس کانتری شرکت کرد.